# Európai fenntarthatósági díj – Prix Film4Climate
Az Európai fenntarthatósági díj – Prix Film4Climate (angolul: European Sustainability Award – Prix Film4Climate) az Európai Filmdíjak egyike, amelyet az Európai Filmakadémia (EFA) és a Világbank Csoport kreatív kommunikációs és klímavédelmi programja, a Connect4Climate közötti partnerség jegyében alapítottak 2022-ben. Olyan európai intézményt, produkciós céget vagy filmet díjaznak vele, amely „jelentősen hozzájárul az európai filmművészet fenntarthatóságához”.
A világszerte több mint 500 partnerből álló hálózattal rendelkező Connect4Climate kreatív kampányokat valósít meg, felerősíti a hatásos történeteket és a fiatalok hangját, s mozgósítja a közönséget konkrét kezdeményezésekkel, beleértve a Film4Climate-et is, amely filmkészítőkkel, producerekkel, társadalmi és gazdasági szervezetekkel dolgozik együtt annak érdekében, hogy a tartalom és a gyártás révén támogassa a filmipar éghajlati és környezetvédelmi tevékenységét. A díj létrehozásának elsődleges célja, hogy ne csak azon filmek részesüljenek elismerésben, amelyek a legmodernebb fenntarthatósági szabványok szerint készülnek, hanem ösztönözze a filmipart, hogy befolyását latba vetve a fenntartható fejlődés irányába terelje a gazdaságot, a társadalmat és a környezetet, s valós hatást gyakoroljon az egyének életére.
A díj nyerteséről egy fenntarthatósági szakértőből vagy Film4Climate képviselőből, egy európai filmrendezőből vagy producerből, valamint az EFA egy igazgatósági tagjából összeállított bizottság dönt. A győztest az Európai Filmdíj-gála előtti este a kiválóságdíjakkal együtt hirdetik ki. Az elismerés átadására felváltva a Berlinben, illetve egy-egy európai városban megrendezett filmdíj-gála keretében kerül sor minden évben.
A díj nyertese egy őshonos fát kap az Európai Filmdíj átadásának otthont adó országból, amelyet a díjátadó után helyben ültetnek el.

## Díjazottak
| Év   | Díjazottak           | Foglalkozás / Tevékenység                       | Ország               | Megj.                |
| ---- | -------------------- | ----------------------------------------------- | -------------------- | -------------------- |
| 2022 | Európa Tanács        | Az Európai zöld megállapodás elnevezésű program | Európai Unió         | [ 6 ]                |
| 2023 | Güler Sabancı        | A Sabancı Holding elnöke                        | Törökország          | [ 7 ]                |
| 2024 | Nem osztottak díjat. | Nem osztottak díjat.                            | Nem osztottak díjat. | Nem osztottak díjat. |